# Линденберг, Адольфо
Адольфо Линденберг (порт. Adolpho Lindenberg, 3 июня 1924, Сан-Паулу — 2 мая 2024, Сан-Паулу) — бразильский инженер-строитель, архитектор, писатель и политический деятель. Двоюродный брат и ученик Плинио Корреа де Оливейра, основателя движения Традиция, семья и собственность, он являлся президентом Института Плинио Корреа де Оливейра с момента его создания в 2006 году. Умер 2 мая 2024 года в Сан-Паулу в возрасте 99 лет.

## Профессиональная карьера
В 1949 году окончил факультет гражданского строительства и архитектуры в Пресвитерианском университете Маккензи. В 1952 году он основал собственное предприятие, Строительную компанию Адольфо Линденберга (порт. Construtora Adolpho Lindenberg) или CAL, которая за короткое время стала одной из самых уважаемых в Бразилии. CAL связана с возрождением колониального стиля в современной бразильской архитектуре. Его стиль оставил след во многих зданиях Сан-Паулу. С 1950-х годов он построил множество зданий в колониальном стиле, поскольку считал, что он больше подходит бразильскому климату и культуре, чем стиль Баухаус. С 1960-х по 1980-е годы он построил множество зданий в неоклассическом или средиземноморском стиле, добившись большого успеха на рынке недвижимости, до такой степени, что около 60% роскошных зданий в Сан-Паулу того времени выполнены в этом стиле. Его неоклассический стиль получил название «стиль Линденберга».

## Карьера общественного деятеля
Линденберг был давним членом организации «Традиция, семья и собственность» (TFP), сотрудничал с их газетой O Legionário, а затем был редактором газеты, в последнее время журнала Catolicismo. После разделения и юридического спора, последовавшего за смертью Плинио Корреа де Оливейра в 1995 году, он был членом Ассоциации основателей TFP. После проигрыша в суде в 2004 году они решили создать в 2006 году Институт Плинио Корреа де Оливейра, президентом которого он с являлся до конца жизни. Он отождествлял себя с католиками-традиционалистами и связан с крайне правым движением в Бразилии.